# Annette Merrild
Annette Merrild (* 21. Februar 1972 in Herning) ist eine dänische zeitgenössische Künstlerin, die in Barcelona lebt und arbeitet.

## Leben und Werk
Annette Merrild wurde am 21. Februar 1972 in Herning, Dänemark, geboren. Nachdem sie ihre Schulbildung in Dänemark abgeschlossen hatte, entschied sie sich, Malerei zu studieren. Sie schrieb sich von 1992 bis 1993 an der Schule für Bildende Kunst in Kopenhagen ein. Ab 1995 ging Annette Merrild für ein Jahr nach Mombasa, Kenia, und ließ sich in den Holzschnitztechniken traditioneller Stammeskunst an der Cooperation Akamba Handcrafts Industry unterrichten. Sie zog anschließend nach Deutschland und immatrikulierte sich von 1996 bis 2002 an der Hochschule für Bildende Künste Hamburg. Sie lernte unter Werner Büttner sowie Bernhard Blume und schloss das Studium als Meisterschülerin ab. 2004 erhielt sie dort das Ehrendiplom von Franz Erhard Walther. Es folgten Studien- und Arbeitsaufenthalte in Berlin, Hamburg, New York und Kopenhagen, bevor sie sich in Barcelona niederließ.
In ihren Bildern arbeitet Annette Merrild stark konzeptuell. Sie bedient sich verschiedener künstlerischer Techniken, wie der Collage, dem Action Painting oder Photographie und kombiniert dabei unterschiedliche Materialien miteinander, darunter Neoninstallationen, Pigmenten oder Klebstoff. Seit Beginn ihrer künstlerischen Laufbahn setzt sie sich mit dem Thema Mensch in der Gesellschaft auseinander. Ein besonderer Schwerpunkt ist es auch, die sich wandelnde Rolle der Frau näher zu beleuchten.
Sie ist mit dem dänischen Bestsellerschriftsteller Jussi Adler-Olsen befreundet, der ihre Gemälde in seinem Roman Verheißung – Der Grenzenlos Teil einer literarischen Szene werden ließ.
Werke von ihr befinden sich im Museumsbesitz, unter anderem im Art Museum of Estonia und Istanbul Museum of Modern Art.

## Einzelausstellungen (Auswahl)
- 2017: Moments, Rosenhang-Museum, Weilburg
- 2016 Sculptural Painting, Ventana Contemporary, Ibiza
- 2015/2016: Self Control, Earth Gallery, Paris
- 2014: Self Control, Galerie Michael Schultz, Berlin
- 2011: 265, Galería Eva Ruiz, Madrid
- 2010: The Room Project, Laznia Centre for Contemporary Art, Gdańsk
- 2009: The Room Project, Istanbul Museum of Modern Art, Istanbul
- 2007: The Room Project, Kunsthal Aarhus, Aarhus
- 2007: The Room Project, Kunsthallen Nicolaj, Kopenhagen
- 2006: The Room Project, Kunsthaus Hamburg, Hamburg
- 2007: The Room Project, Tallinn City Gallery, Tallinn
- 2003: Coming Home, Gallery Susanne Højriss, Kopenhagen

## Gruppenausstellungen (Auswahl)
- 2017: "nackt" in der zeitgenössischen Kunst, Galerie Tobias Schrade
- 2016: Kumu Hits. Contemporary Art from the Collection of the Art Museum of Estonia, Kumu Kunstimuuseum, Tallinn
- 2016: Group Show,  Mantua Politecnico, Mailand
- 2016: Summer 2016, Ventana Contemporary,  Ibiza
- 2013: Group Show, ArsFundum, Madrid
- 2013: Efterårsudstillingen, Kunsthal Charlottenborg
- 2012: Xmas 12, Galleri Christoffer Egelund, Kopenhagen
- 2012: You are a part of me, Galerie Brigitte Schenk, Köln
- 2004: Index 04, Kunsthaus Hamburg
- 2001: Glück statt Plastik, Palais für aktuelle Kunst, Glückstadt